# ワイポウア森林保護区

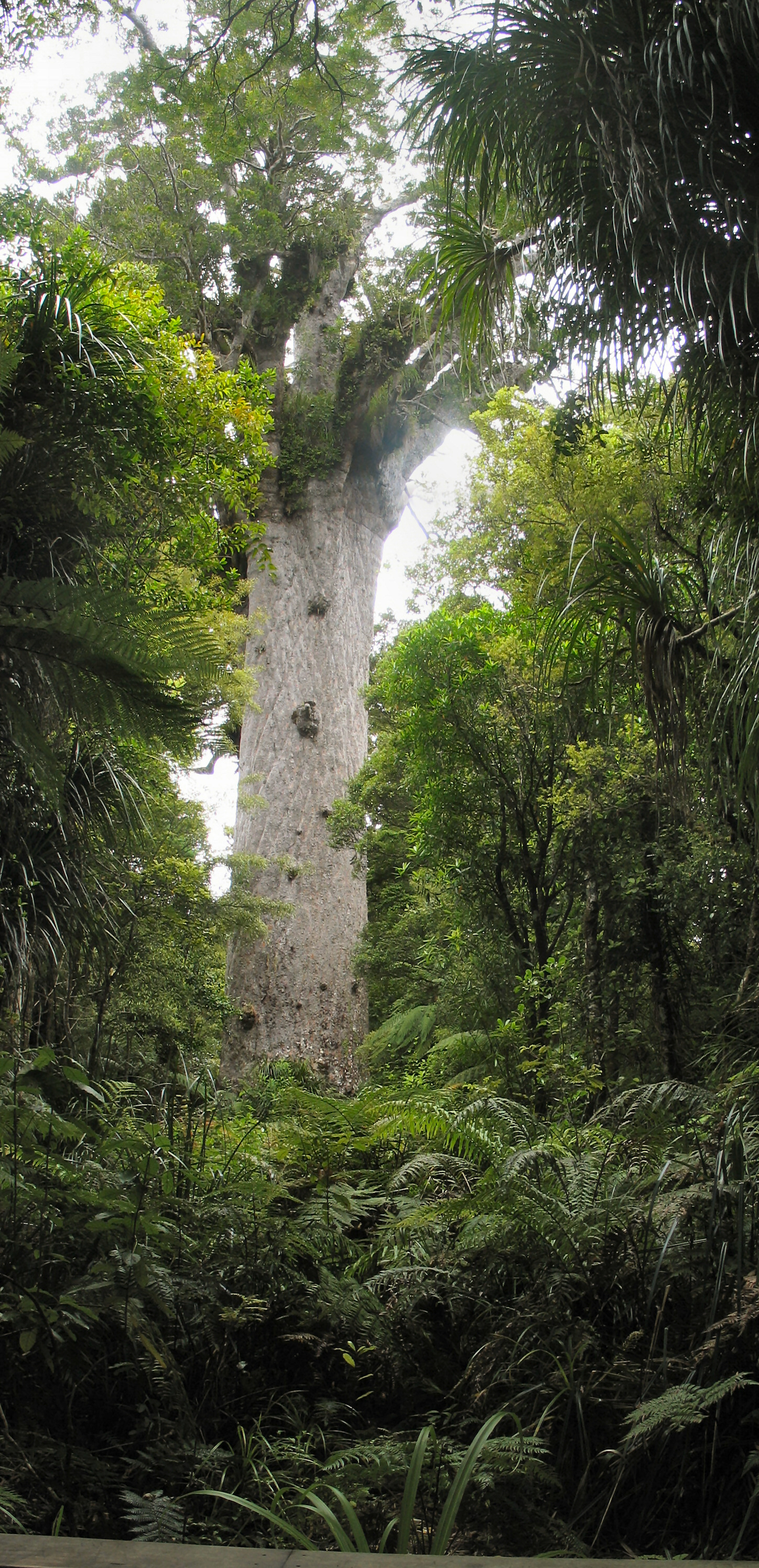
ワイポウアの森。奥の巨木はタネ・マフタ。

ワイポウア森林保護区（Waipoua Forest）はニュージーランド北島北部に残る原生林である。1952年に保護区として指定を受け、カウリ（Agathis australis）をはじめとした動植物が保護されている。ワイポウア森林保護区の総面積は 25km2 に及び、これはニュージーランドにおけるカウリの全分布域の3/4を占める広さである。他の地域では稀となった巨木も多く残っており、テ・マツア・ナヘレやタネ・マフタといったマオリの神木も見られる。
最大のカウリの森であると共に、北島では最大のキーウィ生息地となっている。高原地帯には同じくニュージーランド固有種の鳥である "Kōkako" （Callaeas cinerea、ハシブトホオダレムクドリ）が見られるなど、多くの動植物が生息している。ワイポウア森林保護区の近隣には Waima や Mataraua といった森林もあり、この一体はニュージーランド固有の植物相・動物相を残す地域となっている。

## 歴史

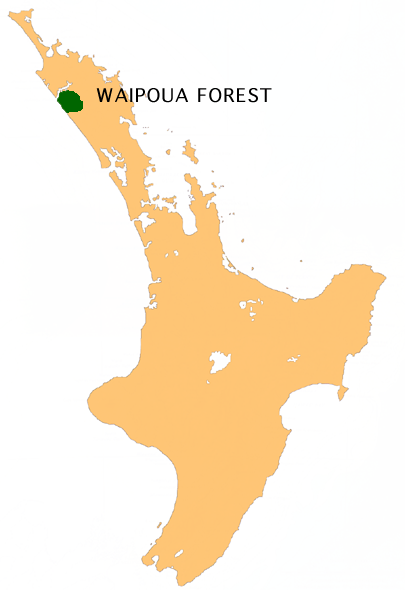
ワイポウア森林保護区の位置

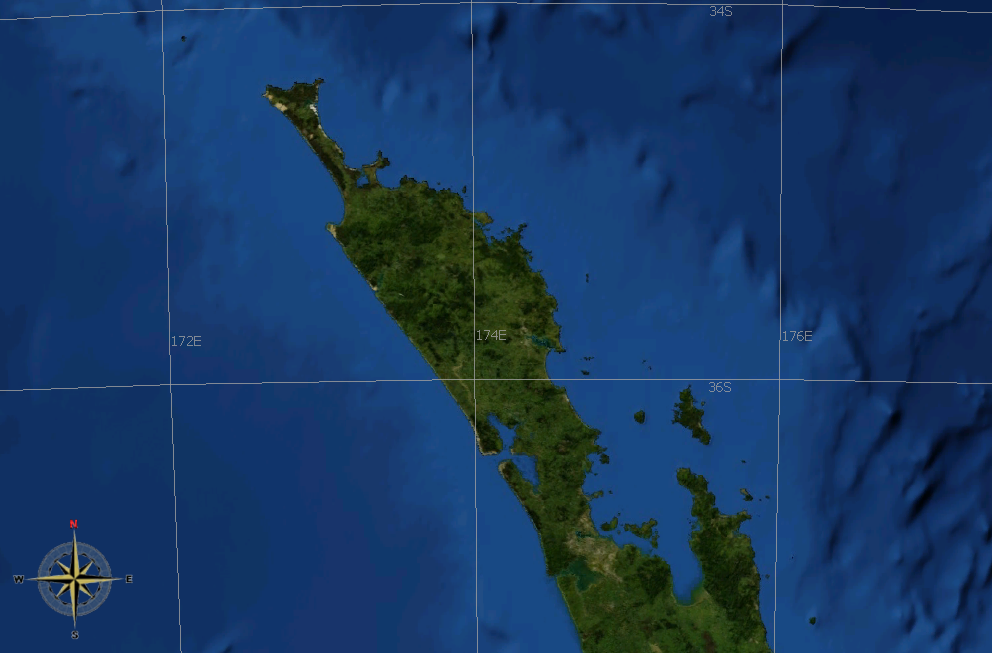
NASA World Windによる画像

ニュージーランドの先住民となったマオリが北島に移り住んだのは、9世紀から10世紀頃と言われている。マオリはカウリを彫刻し、カヌーや他の生活用品を作っていた。マオリ以外の人間として初めてワイポウアに立ち入ったのは、フランス人の冒険家ニコラ・トマ・マリオン＝デュフレーヌである。マリオンは1772年、タスマンやクックらに次いで4番目のニュージーランド来航者となり、ワイポウアの大森林を発見した。この頃からワイポウアの樹木、特にカウリの商業利用に伴う伐採が行われるようになり、1820年にはイギリスへ向けた輸出も始まった。
森林の保護活動が始まったのは、ヨーロッパ人による発見からおよそ100年経った1876年であった。ワイポウアは先住民であったマオリから 2000 ポンド超でニュージーランド政府に買い上げられた。当時のワイポウアの森はおよそ 80km2 ほどだったと言われている。続いて1885年にはワイポウアはニュージーランドの森林保護政策下に置かれ、約 90km2 がその指定範囲となった。ワイポウアの森が早期の破壊を免れた理由としては、ワイポウアが辺境であったこと、それに伴い樹木の伐採・運搬が困難であったことが挙げられる。とは言え、カウリ伐採のブームであった1800年代末には既に 75％ の森林が伐採されていた。
カウリ伐採の最盛期を迎えた1907年時点では、ワイポウアと他の1、2の小さな森林保護区のみが、ニュージーランドに残されたカウリの原生林となってしまった。この事態を重く見た王立森林委員会（Royal Commission on Forestry）は1913年、ワイポウアの 0.8km2 およびワラワラの森（Warawara Forest）の全体およそ 50 km2に対し、ニュージーランドの国立公園として指定した。1920年にはニュージーランド林野庁（State Forest Service）が設置され、森林の乱伐は一応の区切りをみた。しかし私有地における伐採は禁止されておらず、また1926年に近隣への入植者の便利のためワイポウアの森を縦断する形で国道が通されるなど、開発に伴う森林の減少は続いた。
1947年、ワイポウア保護協会のグループは王立森林鳥類保護協会（Royal Forest and Bird Protection Society）などの組織と連合し、160 km2に及ぶワイポウアの森林の保全を目的として 50,000 人分の署名を議会に提出した。これに追従する請願もあり、1952年7月2日に、80km2の森林を自然保護区とする宣言がなされた(Reed 1953, p. 267-269)。カウリの伐採は1973年に終焉を迎え、国策として森林の保護および植林活動などが続けられている。

### Waipoua Forest Trust
Waipoua Forest Trust は、1998年11月にワイポウアのカウリを保護する目的で設立された、ニュージーランドの自然保護団体である。団体の目的としてカウリやキーウィなど動植物の保護と生態系の復元、科学や教育など多方面にわたるワイポウアの価値の認識、保護に携わる人々の協調などが謳われている。

### 2007年の火災
ワイポウア森林保護区は2007年初頭に山火事に見舞われた。出火は2月1日、何者かが付近の浜辺でイガイ科貝類を調理した際の火が原因であった。火は原生林に隣接する人工林を焦がし、生態的に重要な湿地の植生を撹乱した。また、神木タネ・マフタからわずか 3km の地点まで炎が到達した。火災は地元の消防局とニュージーランド自然保護局のボランティアにより、ヘリコプターを動員した消火活動によって消し止められた。この火災によって多くの樹木が焼失し、キーウィなど絶滅危惧種の鳥類が犠牲となった。火災による焼失面積は 2km2 を超えると報告されている。

## 生態系

### 植生

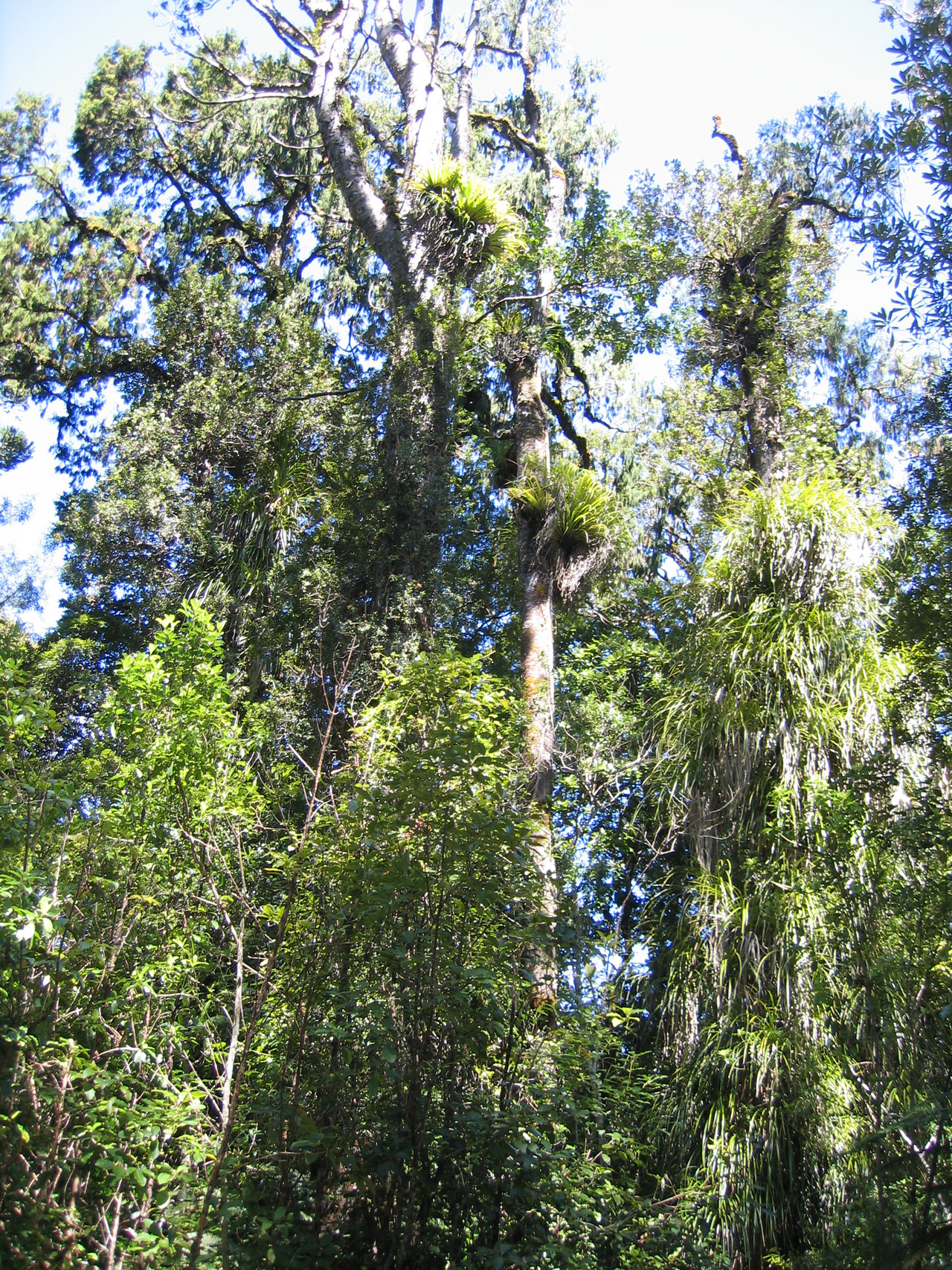
ワイポウアの樹木・低木と着生植物群

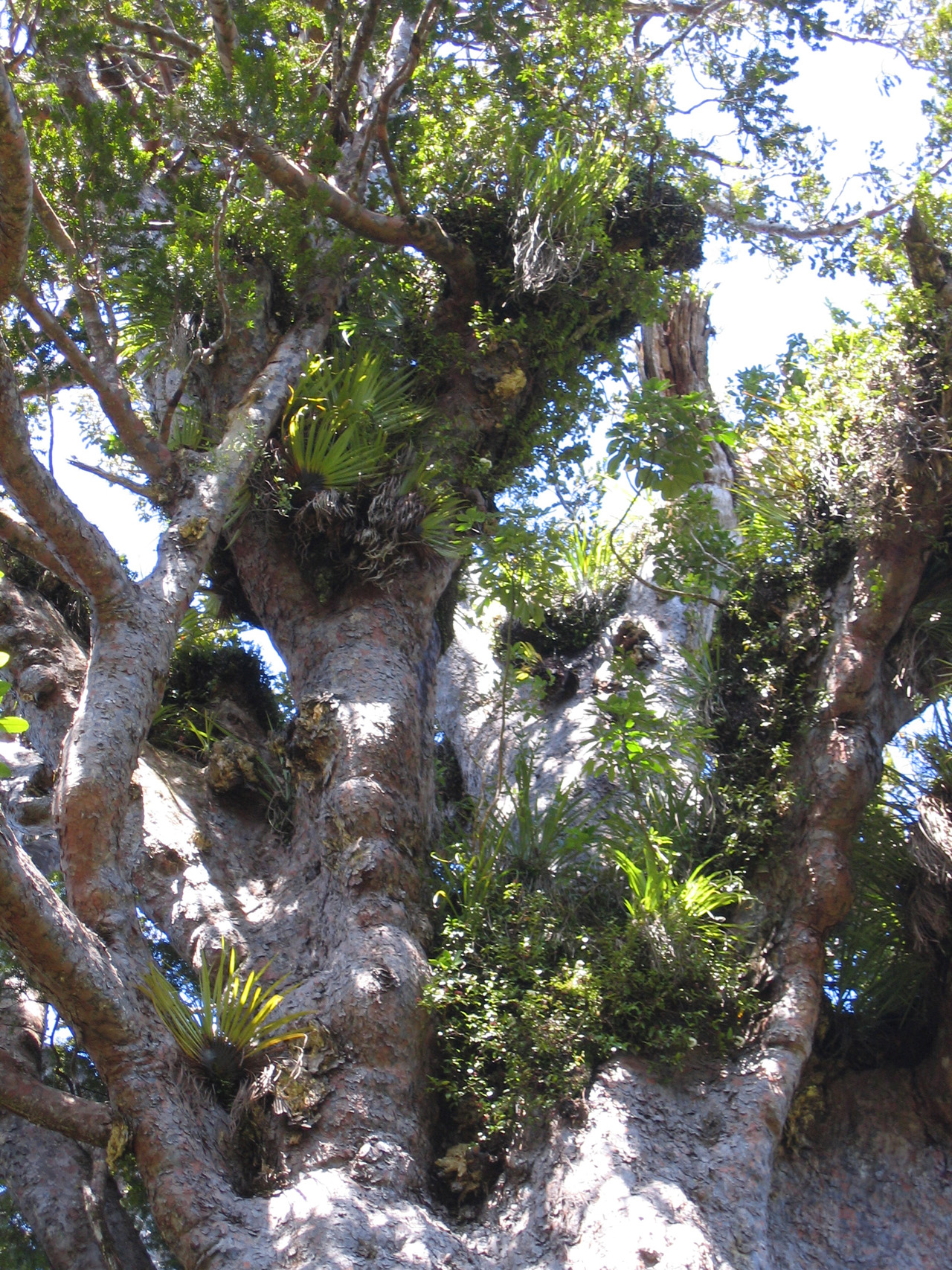
タネ・マフタの樹冠に発達した着生植物群落

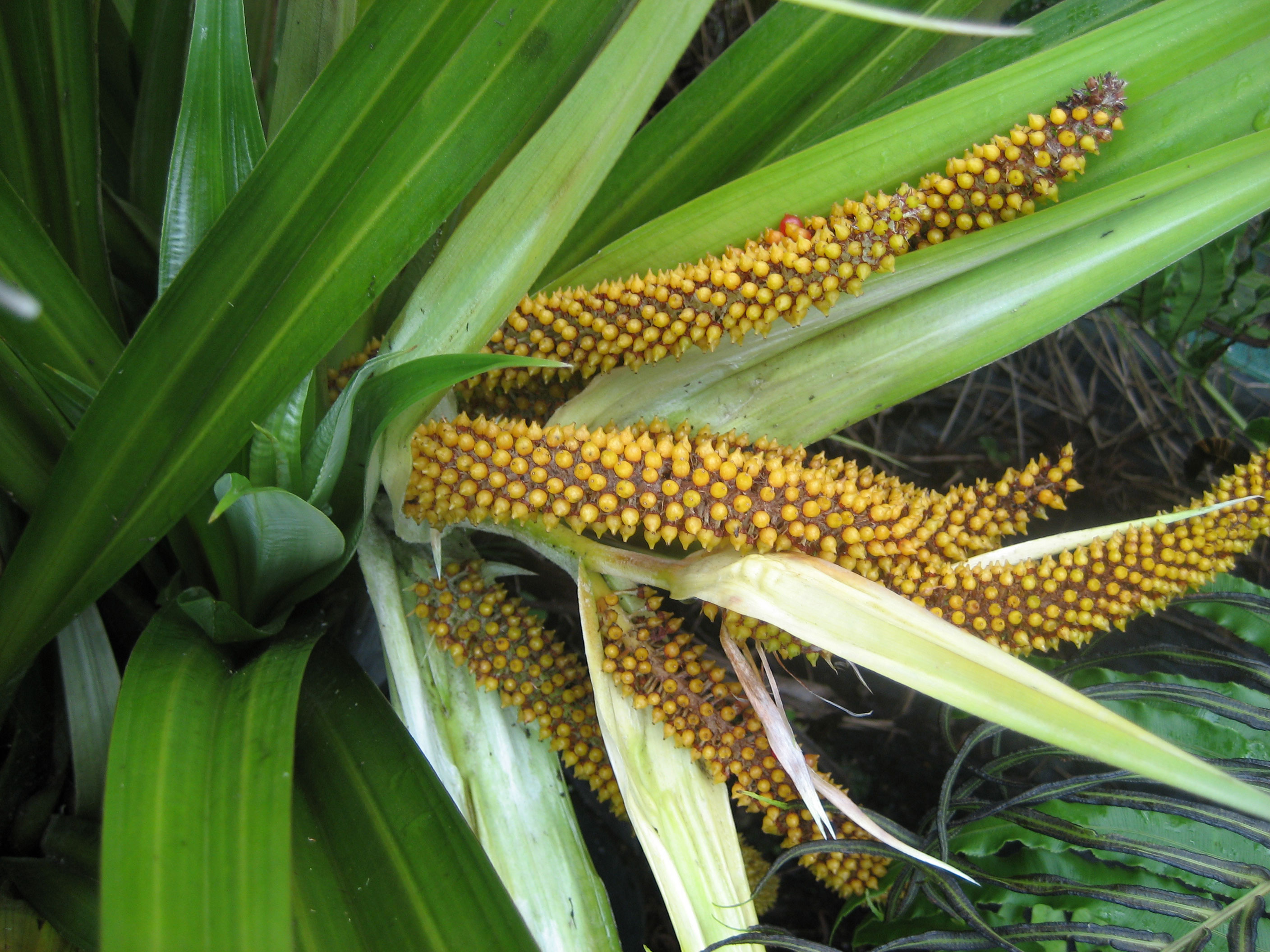
着生植物 Collospermum hastatum

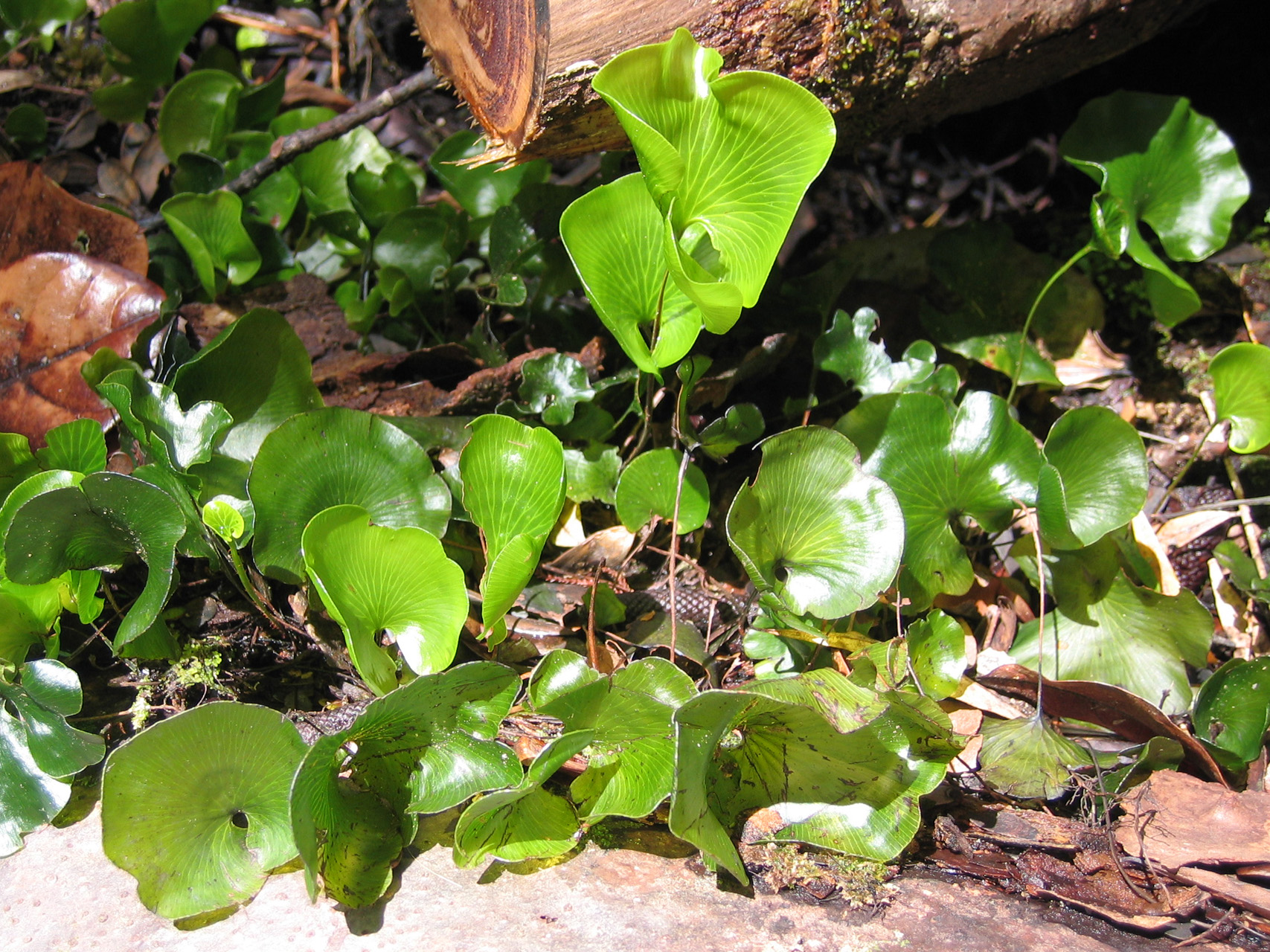
"Kidney fern"

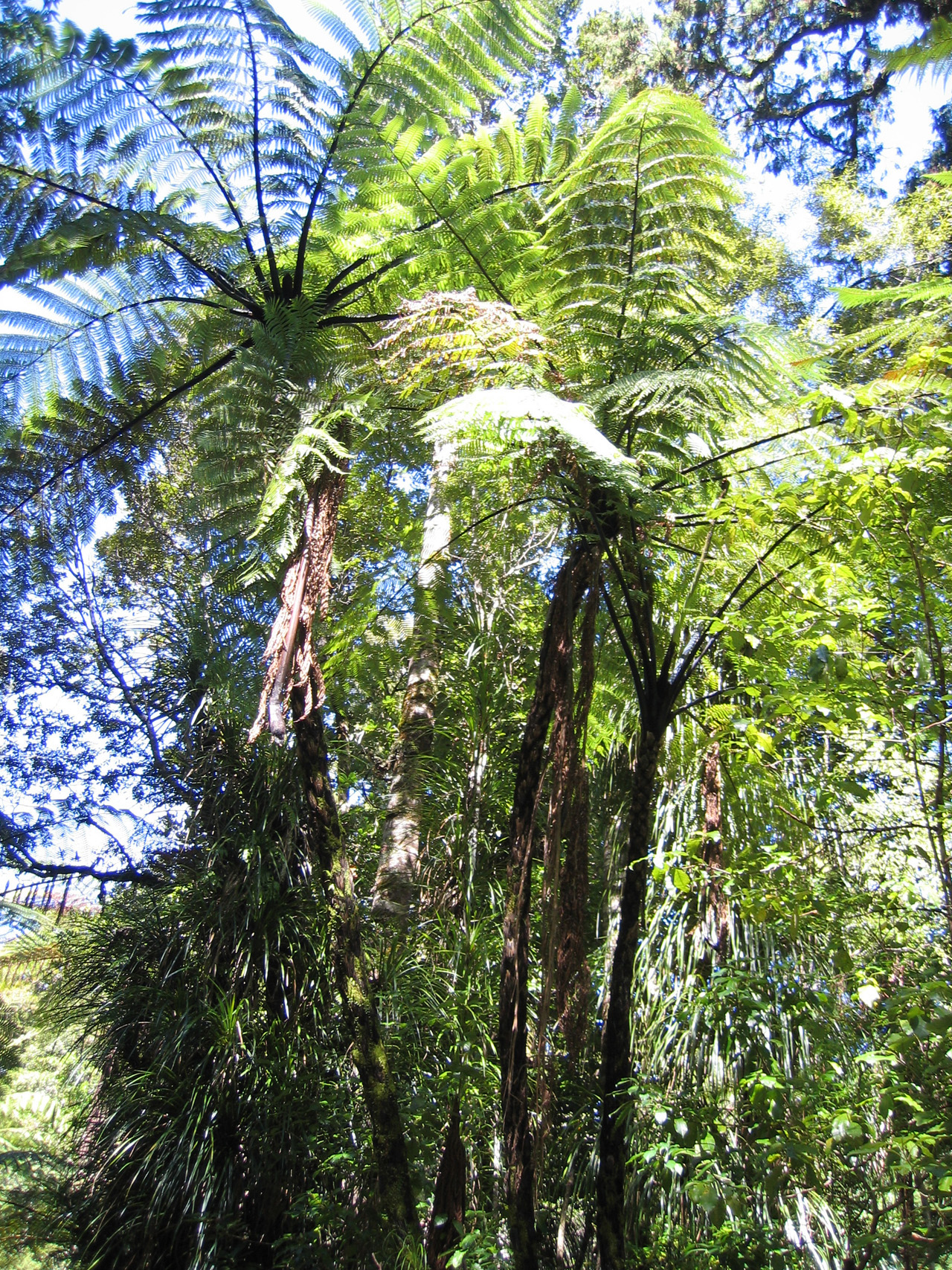
ヘゴ属の木生シダ、Cyathea spp.

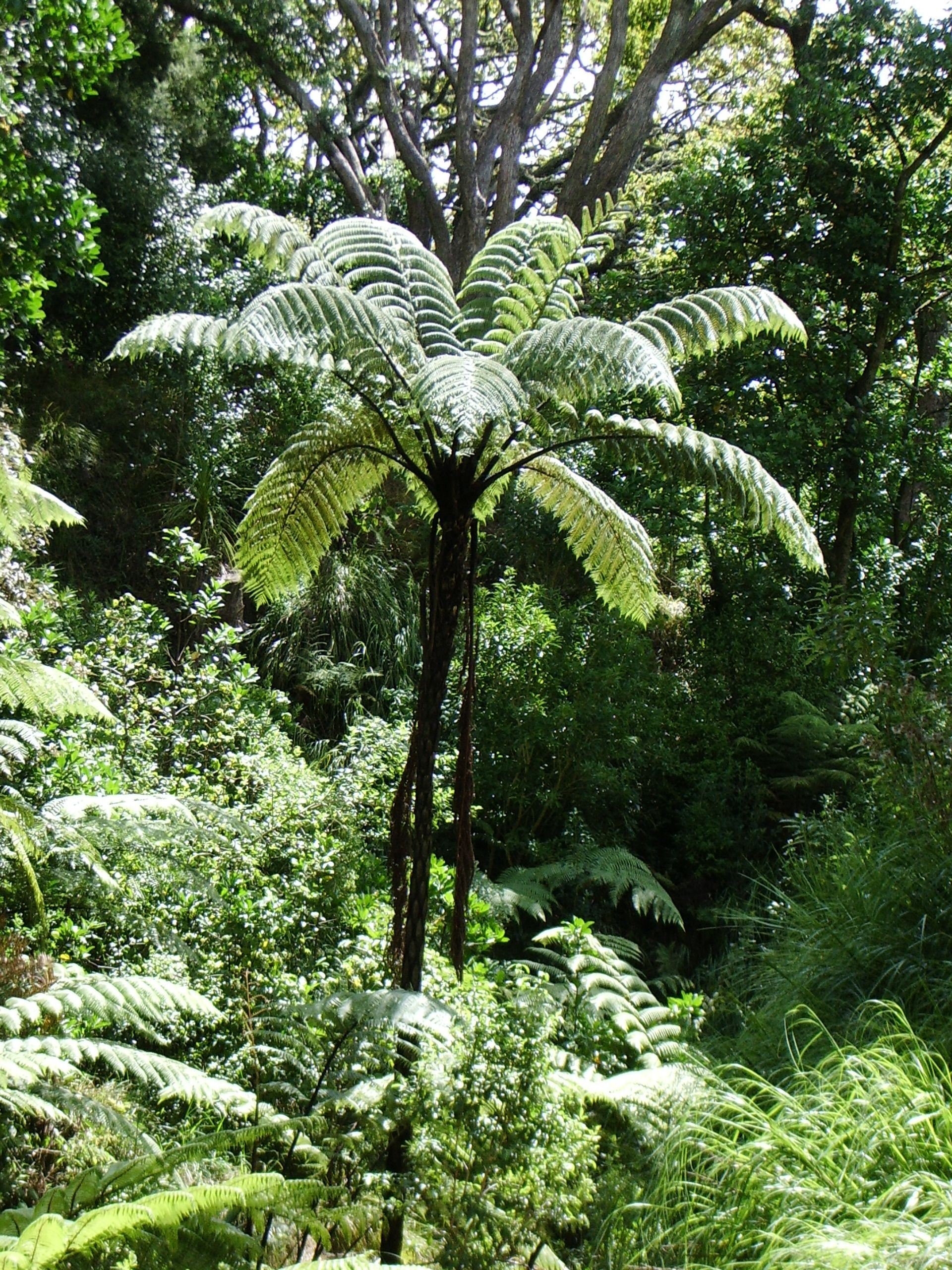
C. medullaris

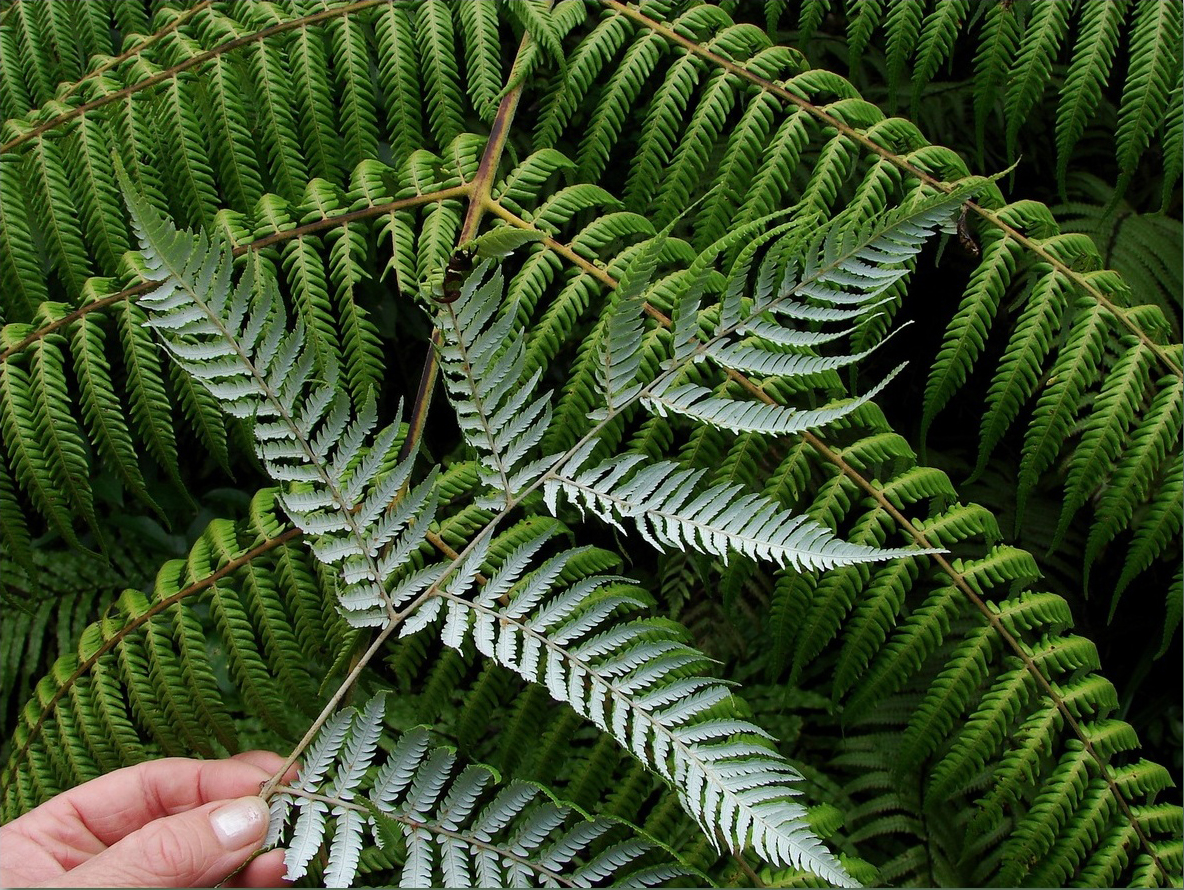
シルバー・ファーン

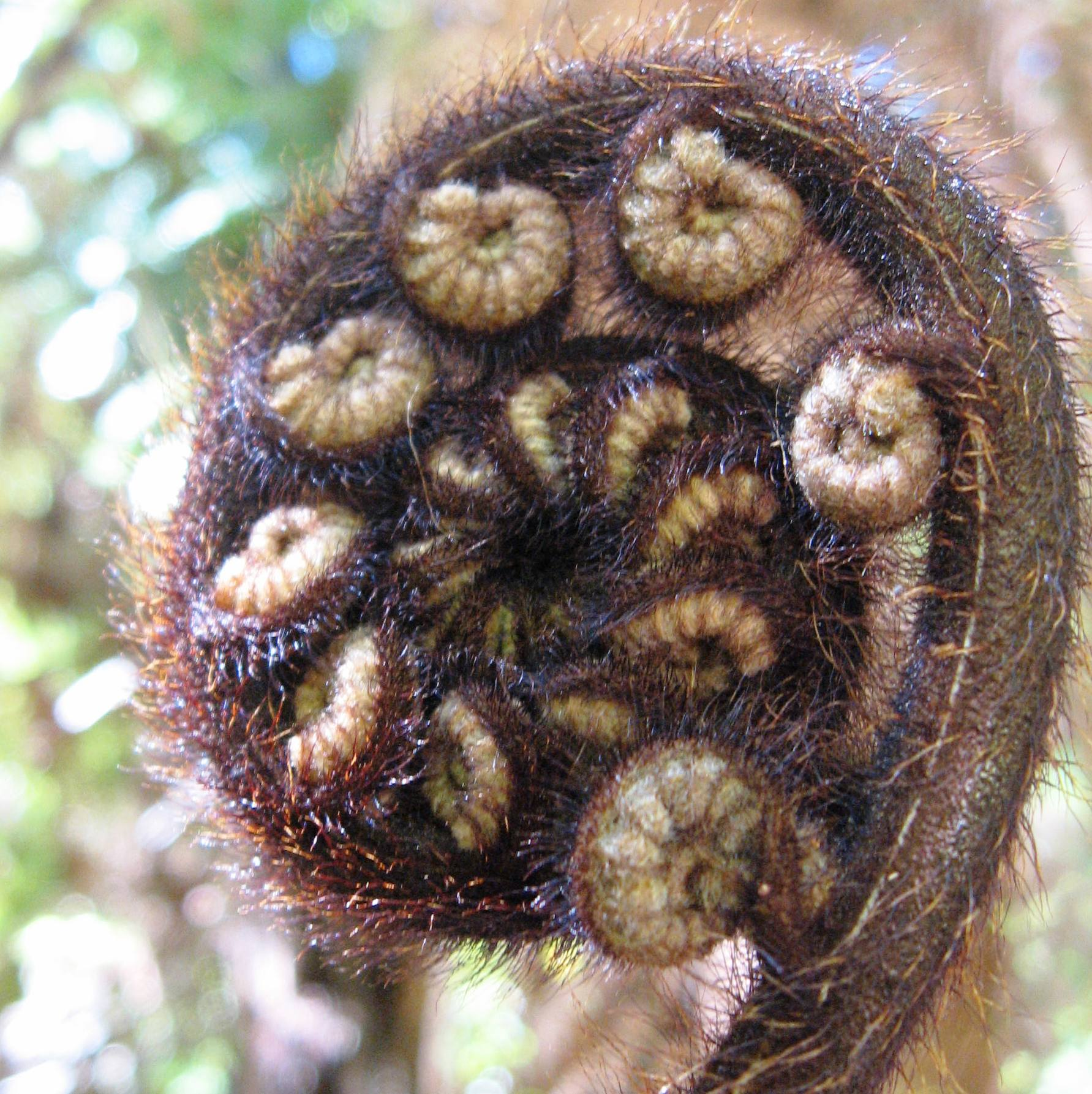
シルバー・ファーンのコルー

ワイポウア森林保護区は亜熱帯多雨林に分類される。カウリに代表される樹木や潅木が茂り、それらを拠り所とするつる植物や着生植物が伸びる。カウリの場合、樹皮は着生植物の付着を防ぐために頻繁に剥落するので、樹幹に着生するものは少ない。しかし樹皮のターンオーバーが低下した大木の樹冠には、しばしば着生植物の群落が発達する（右写真）。カウリの樹冠では "Kahakaha" （Collospermum hastatum、アステリア科、右写真）が群生しやすい。カウリ以外の樹木としては、マキ科の常緑針葉樹であるリムノキ（Dacrydium cupressinum）、"miro" （Prumnopitys ferruginea）、"mountain totara" （Phyllocladus alpinus）などが多い。広葉樹ではクスノキ科のタワ（Beilschmiedia tawa やタレイア（B. tarairi）、クノニア科の "Tōwai" （Weinmannia silvicola などが主である。
また、ワイポウアには大型の木生シダなど多くのシダ植物が生育している。渦を巻いたシダの新芽はマオリ語でコル（koru）と呼ばれ、彫刻やシンボルマークのモチーフとして親しまれている。以下にワイポウアの主なシダを列挙する（"  " 内は英名もしくはマオリの呼称）。
- マツバラン科 Psilotaceae
  - Tmesipteris spp. "Fork ferns"
- ヒカゲノカズラ科 Lycopodiaceae
  - Lycopodium cernuum
  - L. deuterodensum - "Piakarimu"
  - L. laterale - "Bog clubmoss"
  - L. scarisum - "Creeping clubmoss"
  - L. varium - "Drooping clubmoss"
  - L. volubile - "Scrambling clubmoss"
- リュウビンタイ科 Marattiaceae
  - Marattia salicina - "King fern"
- ゼンマイ科 Osmundaceae
  - Leptopteris hymenophylloides "Crepe fern"
  - L. superba - "Prince of Wales feathers"
- フサシダ科 Schizaeaceae
  - Lygodium articulatum - "Mangemange"
  - Schizaea dichotoma - "Fan fern"
- イノモトソウ科 Pteridaceae
  - Adiantum aethiopicum - "True maidenhair"
  - A. cunninghamii - "Common maidenhair"
  - A. diaphanum - "Small maidenhair"
  - A. fulvum
  - A. hispidulum - "Rosy maidenhair"
  - Pellaea rotundifolia - "Button fern"
  - Pteris macilenta - "Sweet fern"
  - P. tremula - "Shaking brake"
- ウラジロ科 Gleicheniaceae
  - Gleichenia dicarpa - "Tangle fern"
  - G. microphylla - "Carrier tangle"
  - Sticherus cunninghamii - "Umbrella fern"
  - S. flabellatus
- ヒメウラボシ科 Grammitidaceae
  - Ctenopteris heterophylla - "Comb fern"
  - Grammitis spp. "Strap ferns"
- ウラボシ科 Polypodiaceae
  - Anarthropteris lanceolata - "Lance fern"
  - Microsorum pustulatum - "Kowaowao"
  - M. scandens - "Fragrant fern"
  - Pyrrosia elaeagnifolia - "Leather-leaf fern"
- コケシノブ科 Hymenophyllaceae
  - Hymenophyllum demissum - "Irirangi"
  - H. dilatatum - "Matua mauku"
  - H. ferrugineum - "Rusty filmy fern"
  - H. flabellatum
  - H. flexuosum
  - H. multifidum
  - H. rarum
  - H. revolutum
  - H. sanguinolentum
  - H. scabrum
  - Trichomanes reniforme - "Kidney fern" （右写真）
  - T. venosum
- タカワラビ科 Dicksoniaceae
  - Dicksonia lanata - "Woolly tree fern"
  - D. squarrosa - "Wheki"
- ヘゴ科 Cyatheaceae
  - Cyathea cunninghamii - "Gully fern"
  - C. dealbata - "Silver tree fern"（シルバー・ファーン、右写真）
  - C. medullaris - "Mamaku"
  - C. smithii
- ヒメシダ科 Thelypteridaceae
  - Pneumatopteris pennigera - "Feather fern"
- コバノイシカグマ科 Dennstaedtiaceae
  - Histiopteris incisa - "Water fern"
  - Hypolepis ambigua
  - H. distans
  - H. rufobarbata - "Sticky pig fern"
  - Leptolepia novae-zelandiae - "Lace fern"
  - Lindsaea trichomanoides - "Common lindsaea"
  - Paesia scaberula - "Lace fern"
  - Pteridium esculentum - "Bracken"
- チャセンシダ科  Aspleniaceae
  - Asplenium bulbiferum - "Hen and chickens fern"
  - A. flabellifolium - "Necklace fern"
  - A. flaccidum - "Drooping spleenwort"
  - A. hookerianum - "Rocklax"
  - A. lamprophyllum
  - A. lyallii
  - A. oblongifolium - "Shining spleenwort"
  - A. polyodon
- オシダ科 Dryopteridaceae
  - Deparia peterseniii
  - Diplazium australe - "Southern lady fern"
  - Lastreopsis glabella - "Smooth shield fern"
  - L. hispida - "Rough shield fern"
  - L. microsora
  - L. velutina - "Velvet fern"
  - Polystichum richardii - "Black shield fern"
  - Rumohra adiantiformis - "Climbing shield fern"
- ツルシダ科 Oleandraceae
  - Arthropteris tenella - "Jointed fern"
- シシガシラ科 Blechnaceae
  - Blechnum chambersii - "Nini"
  - B. discolor - "Crown fern"
  - B. filiforme - "Climbing hard fern"
  - B. fluviatile - "Creek fern"
  - B. Fraseri
  - B. nigrum - "Black hard fern"
  - B. novae-zelandiae - "Kiokio"
  - B. penna-marina subsp. alpina - "Alpine hard fern"
  - Doodia australis - "Rasp fern"

林床を構成する下草もシダが多いが、被子植物としてはカウリ・グラスと呼ばれる Astelia trinervia （アステリア科）の他、Gahnia xanthocarpa （カヤツリグサ科）や Dracophyllum latifolium （ツツジ科）などが優占する。

### 動物
貴重なカウリの大森林であるワイポウアは、ニュージーランド在来種の動物にとっても重要な場所である。前述のキーウィやハシブトホオダレムクドリをはじめ、カカ、ナナクサインコ（Platycercus eximius）、ニュージーランドセンニョムシクイ（Gerygone igata）、ハイイロオウギビタキ（Rhipidura fuliginosa）、ニュージーランドヒタキ（Petroica macrocephala）、ハイムネメジロ（Zosterops lateralis）、エリマキミツスイ（Prosthemadera novaeseelandiae）、インドハッカ（Acridotheres tristis）など様々な野鳥が生息している。これらの鳥類は排泄に伴う種子の散布を通して、森林の維持と拡大に寄与している。ワイポウアにはこれらの鳥類を襲う外敵は少ないが、1890年代にオーストラリアから持ち込まれたフクロギツネが繁殖して天敵となっており、これの駆除がニュージーランド全体の課題となっている。元々ニュージーランドには有袋類も含めて（一部のコウモリを除き）哺乳類が分布していなかったため、ワイポウアにも大型哺乳類は生息していない。
他にワイポウア森林保護区に特徴的な動物として、カウリ・スネイル（"Pupurangi"、Paryphanta spp.）と呼ばれるカタツムリの仲間がいる。カウリ・スネイルはミミズやナメクジ、昆虫などを捕食する大型の陸貝で、殻の直径は最大 6-7cm に達する。種によっては20年以上生きるものもある。